# Rhizoprionodon longurio
Espèce
Statut de conservation UICN

 DD  : Données insuffisantes
Rhizoprionodon longurio est une espèce de requins.